# HD 165634
HD 165634 är en dubbelstjärna belägen i den mellersta delen av stjärnbilden Skytten. Den har en skenbar magnitud av ca 4,56 och är svagt synlig för blotta ögat där ljusföroreningar ej förekommer. Baserat på parallaxmätning inom Hipparcosuppdraget på ca 9,6 mas, beräknas den befinna sig på ett avstånd på ca 339 ljusår (ca 104 parsek) från solen. Den rör sig närmare solen med en heliocentrisk radialhastighet på ca -5 km/s.

## Egenskaper
Primärstjärnan HD 165634 A är en gul  till vit jättestjärna av spektralklass G7: IIIb CN-1 CH-3.5 HK+1, och anses vara ett standardexempel på denna spektraltyp. Notationen anger en jätte (G7: Illb) av spektraltyp G med underskott av dicyan- och kolvätemolekyler. Den är en sällsynt "svag G-bandstjärna" som visar ett onormalt svagt G-band av molekylen CN i dess spektrum. Detta tyder på ett överskott av kol i stjärnatmosfären. Överskottet av de flesta andra element är annars normalt för en stjärna i dess utvecklingsstadium. Utströmningen av kol är en reflektion av interna processer under stjärnans tid på den röda jättegrenen, kombinerad med djup blandning. Den har en massa som är ca 3,4 solmassor, en radie som är ca 17 solradier och har ca 168 gånger solens utstrålning av energi från dess fotosfär vid en effektiv temperatur av ca 5 000 K.
År 2000 rapporterade Böhm-Vitense et.al. att HD 165634 A har en utvecklad vit dvärg som följeslagare. Detta objekt kan förklara ett förekommande överskott av ultraviolett strålning, och en massaöverföring kan vara källan till ett svagt kväveöverskott hos primärstjärnan. Den ursprungliga stjärnan utvecklades inte särskilt mycket eftersom det inte finns något överskott av s-processelement som barium. Den kan till och med ha varit en stjärna med låg massa som tappat dess yttre skikt.